# 一色浩一郎
一色 浩一郎（いっしき こういちろう、1941年 - ）は、日本の経営学者、経営学博士（UCLA）。
愛媛県松山市出身。松山南高等学校、松山商科大学（現松山大学）卒業。百十四銀行勤務を経て渡米、UCLA博士後期課程修了、博士号取得。
現在カリフォルニア州立理工大学ポモナ校教授（コンピュータ情報学）。
米国のNCCでは委員長、講演者として著名。朝日新聞、日本経済新聞、日刊工業新聞などが主催する日本における講演も多数。
著書の1つである「Small Business Computer」は、米国・欧州の約200の大学でテキストになっている。